# Varg Vikernes
Varg Vikernes, rodným jménem a příjmením Kristian Vikernes, známý též jako Count Grishnackh (* 11. února 1973 v Bergenu) je norský blackmetalový hudebník, zakladatel hudebního projektu Burzum. V současnosti používá jméno Louis Cachet. Má manželku a osm dětí.[zdroj?]
Původně byl kytaristou skupiny Old Funeral, v níž hráli taky pozdější členové skupiny Immortal. V roce 1991 založil sólový hudební projekt Burzum, který se rychle stal v norské blackmetalové scéně populární. V roce 1992 vstoupil do kapely Mayhem, kde přijal umělecké jméno Count Grishnackh. V roce 1994 byl usvědčen z vraždy Øysteina Aarsetha, kytaristy kapely Mayhem známého jako Euronymous. Sám se ale cítí nevinen, podle něj šlo o sebeobranu. Euronymous ho údajně plánoval zavraždit. Vikernes byl dále obviněn ze čtyř případů žhářství, včetně podpalování kostelů. Byl odsouzen k trestu odnětí svobody po dobu 21 let, což je v Norsku nejvyšší trest. Ve vězení pokračoval v tvorbě Burzum, ale protože měl zákaz hrát na některé hudební nástroje, byly nové nahrávky čistě ambientní. V roce 2009 byl na žádost předčasně propuštěn z vězení. Obnovil činnost Burzum v black metalovém stylu a vydal nové album Belus (2010), poté natočil své nejlepší písně z prvních dvou alb Burzum (Aske) a Det Som Engang Var, v modernějším zvuku a v roce 2011 je vydal pod názvem From The Depths Of Darkness. Jeho deska z roku 2014 nese jméno The Ways of Yore. Dle informací z médií byl 16. července 2013 ve Francii zatčen pro hrozbu přípravy teroristického činu. Nyní už je opět na svobodě.

## Film
Počátky black metalu a život Vikernese osvětluje dokument Until the Light Takes Us z roku 2008.

## Mládí a dospívání
V rozhovorech v knize Lords of Chaos Vikernes hovoří o svém dospívání a dětství. Své dětství popisuje jako šťastné a bezproblémové. Uvádí, že jeho matka pracovala v naftové společnosti a otec jako stavební inženýr. Když bylo Vikernesovi 6 let, přestěhovala se jeho rodina do Bagdádu, protože Vikernesův otec vyvíjel počítačový program pro Saddáma Husajna. Když Vikernes navštěvoval tamní školu, dostal se do slovní potyčky s učitelem, když ho nazval opicí. Vikernesova matka říká, že i přes tyto excesy nebyl Vikernes nikdy bit, a to i přes to, že na ostatních dětech se tento způsob trestu uplatňoval pravidelně. V této době se také začaly projevovat jeho poměrně vyhraněné názory.
Po návratu do Norska se Vikernes údajně připojil ke skinheadskému hnutí. Toto ale Vikernes popírá se slovy, že v Norsku, respektive v Bergenu nebyli žádní skinheadi. Ovlivněn klasickou hudbou typu Čajkovského a metalovými skupinami jako Iron Maiden, Bathory nebo Celtic Frost se začal Vikernes věnovat black metalu.